# Gospodarka Eswatini
Gospodarka Eswatini – gospodarka jednego z najmniejszych państw Afryki, Eswatini. Oparta jest ona głównie na przemyśle i usługach (odpowiednio 45% i 48,6% ogółu). Rozwój gospodarki utrudniają częste susze, a niekiedy gwałtowne, katastrofalne powodzie oraz znaczna erozja gleb.

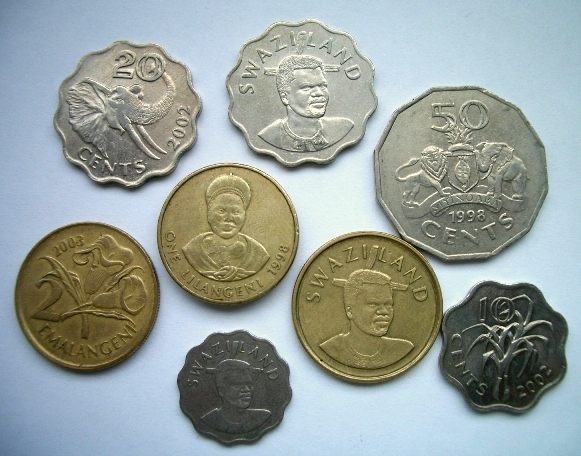
Monety lilangeni (SZL) z dawną nazwą kraju – „Swaziland” (pol. Suazi)

## Waluta

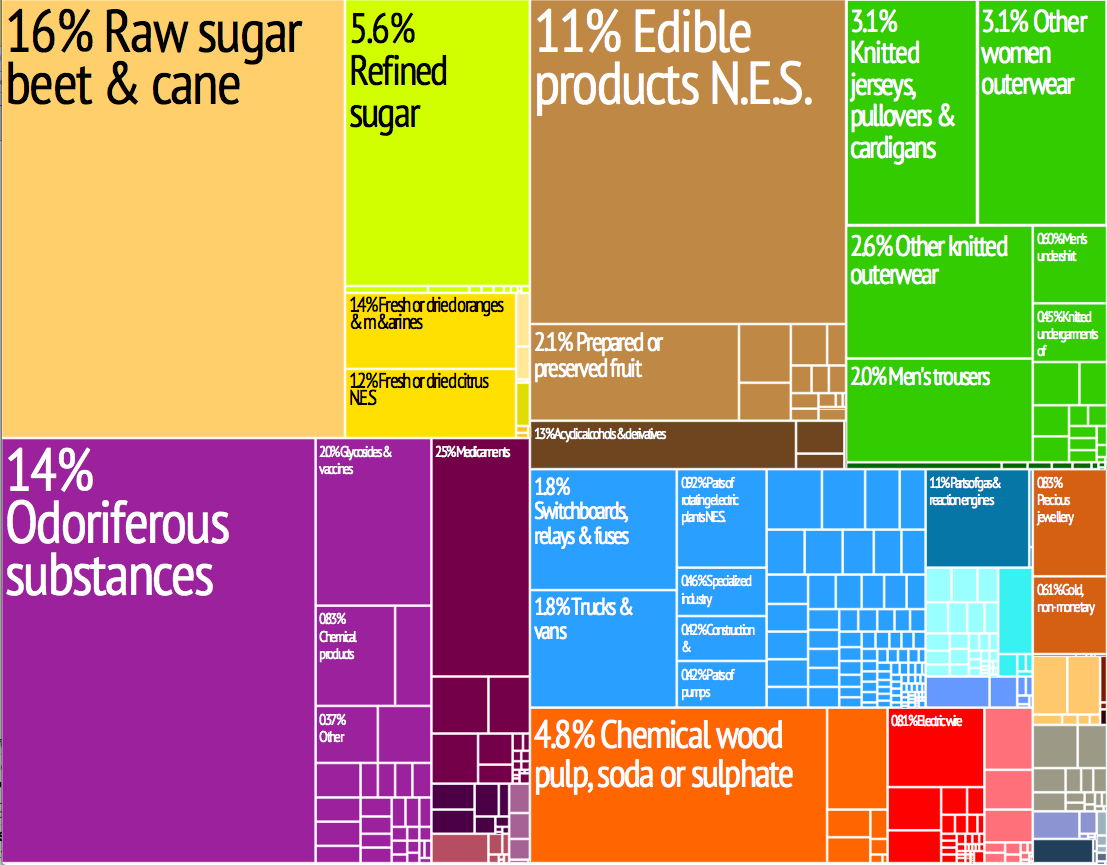
Wymiana handlowa Eswatini – podział na branże, 2012 r.

Narodową walutą Eswatini jest lilangeni (SZL), jednak jest ona powiązana parytetowa i równoważna (1 SZL = 1 ZAR) randowi południowoafrykańskiemu (ZAR).

## Wymiana handlowa
Gospodarka Eswatini jest w znacznej mierze uzależniona od RPA, w 2021 roku suma towarów eksportowanych z Eswatini do RPA wyniosła 56% całego eksportu, zaś odsetek ten w przypadku importu z RPA wynosił w tym samym roku 70,6%. Odsetek ten jednak spadł w porównaniu z latami wcześniejszymi.
|         | Import | Eksport |
| ------- | ------ | ------- |
| 2017 r. | 81,6%  | 94%     |
| 2021 r. | 70,6%  | 56%     |

Poza Republiką Południowej Afryki istotną rolę w wymianach handlowych z Eswatini zajmują Indie (2. miejsce w eksporcie i 3. w imporcie), Chiny (2. miejsce w imporcie), Kenia (3. miejsce w eksporcie), Nigeria (4. miejsce w eksporcie), Stany Zjednoczone (4. miejsce w imporcie) oraz Mozambik (5. miejsce w imporcie i eksporcie).

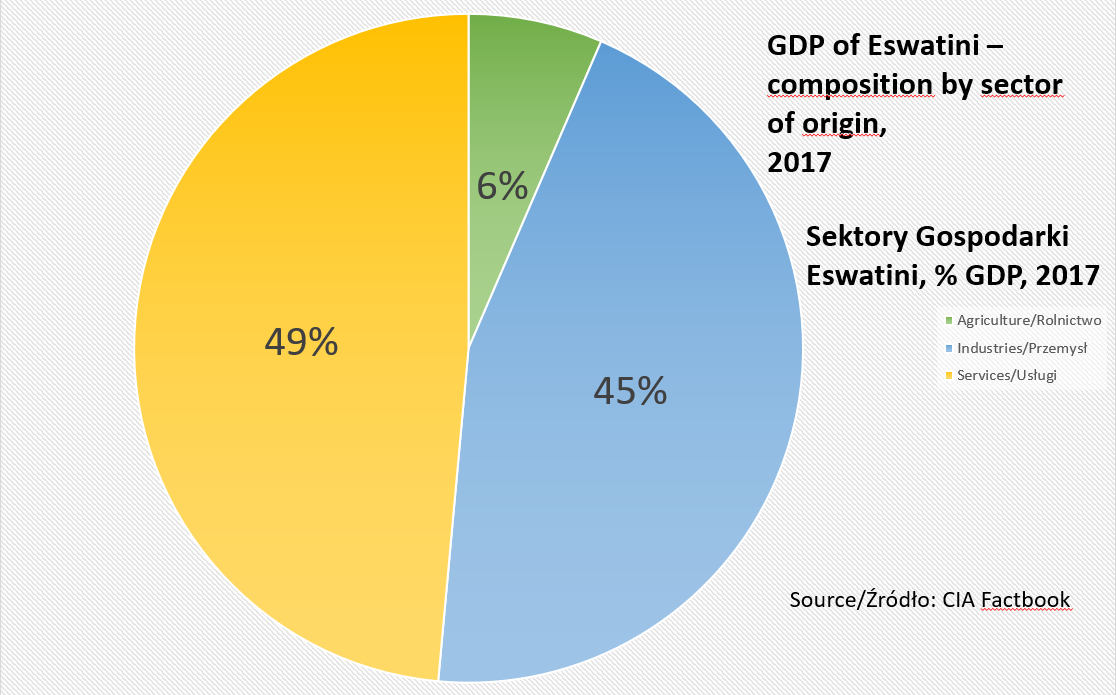
Sektory Gospodarki Eswatini – udział w GDP, 2017

## Sektory

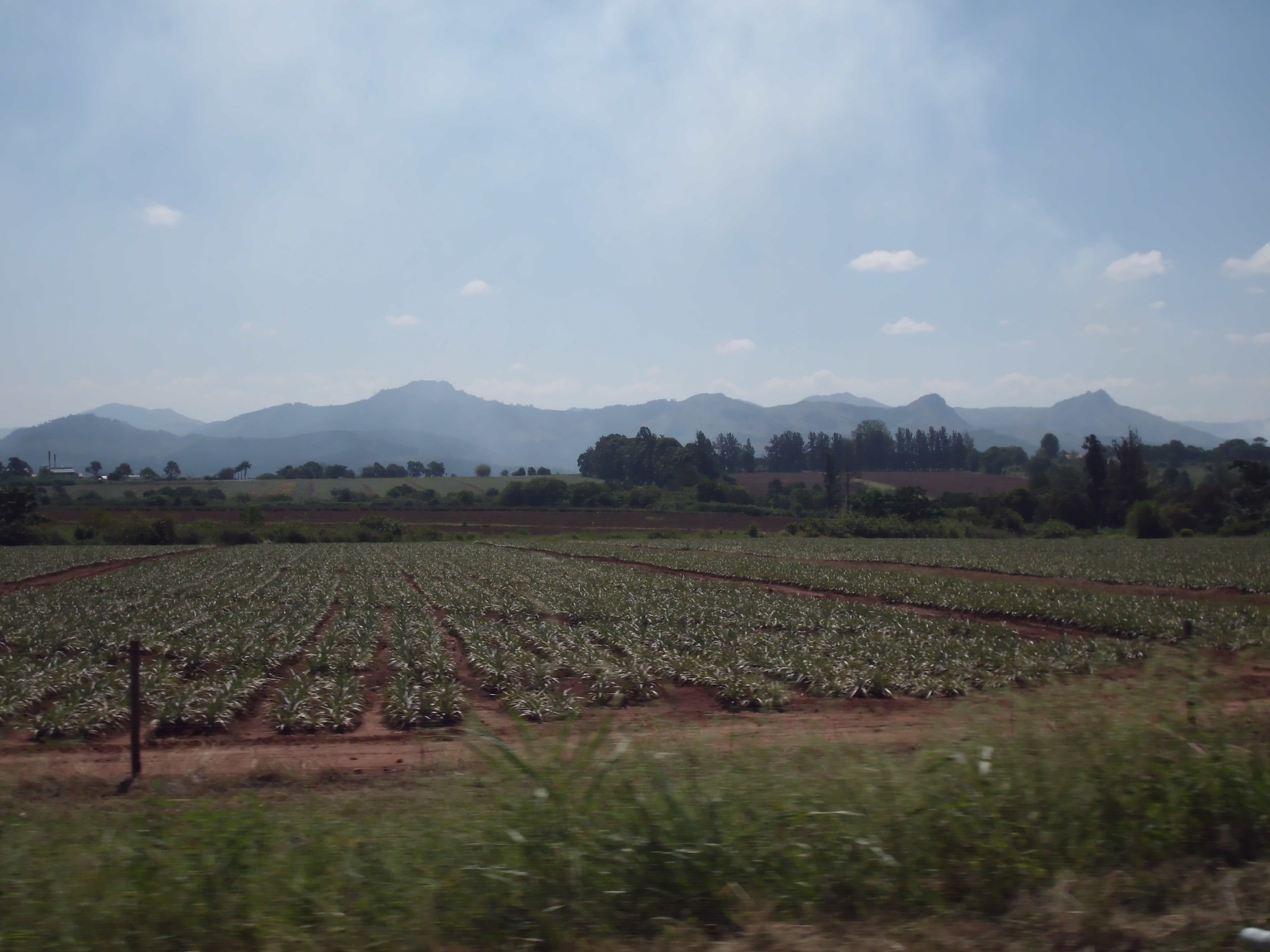
Plantacja ananasów w Eswatini

### Rolnictwo
Głównymi produktami rolnymi produkowanymi/hodowanymi w Eswatini są m.in.: trzcina cukrowa, kukurydza, grejpfruty, pomarańcze, mleko, wołowina, ziemniaki, warzywa, banany.
Udział w rolnictwa w PKB systematycznie maleje na rzecz innych sektorów. Pomimo urodzajnej ziemi (80% powierzchni całkowitej) i wystarczających zasobów wody, Eswatini produkuje tylko 20% konsumowanych owoców i warzyw i jest zależne od importu z RPA.
W 2017 roku rolnictwo stanowiło ok. 6% PKB państwa (117. miejsce na świecie), co stanowi spadek w stosunku do roku 2007, kiedy było to 11,8% (przy czym w tym sektorze zatrudnionych było 60% czynnych zawodowo).

### Przemysł
W Eswatini znaczące są m.in. następujące branże przemysłowe: produkcja koncentratów napojów bezalkoholowych/owocowych, wydobywanie węgla, gospodarka leśna, przetwarzanie cukru, przemysł tekstylny.
Przemysł ogółem w 2017 roku dostarczał 45% PKB (17. miejsce na świecie), co stanowi spadek w stosunku do roku 2007, kiedy było to ok. 50%.
Wzrost produkcji przemysłowej w Eswatini w roku 2021 wyniósł 15,38% i jest to 14. najlepszy wynik na świecie.
W 2007 roku górnictwo dostarczało ok. 2% PKB, co stanowi spadek w porównaniu z latami wcześniejszymi.

### Usługi
W 2017 roku stanowiły 49% PKB (185. miejsce na świecie). Wskaźnik ten rośnie na rzecz rolnictwa i przemysłu, których udział maleje. Usługi są zdominowane przez usługi finansowe, bankowe i transport.

#### Turystyka
Wpływy z turystyki Eswatini zwiększyły się pomimo spowolnienia gospodarki światowej. W celu utrzymania tendencji wzrostowej w turystyce, rząd oraz przedstawiciele prywatnego sektora turystycznego zapowiadają ścisłą współpracę, wskazując na potrzebę wsparcia i dalszego rozwoju tej gałęzi gospodarki, która posiada duży potencjał wzrostu.

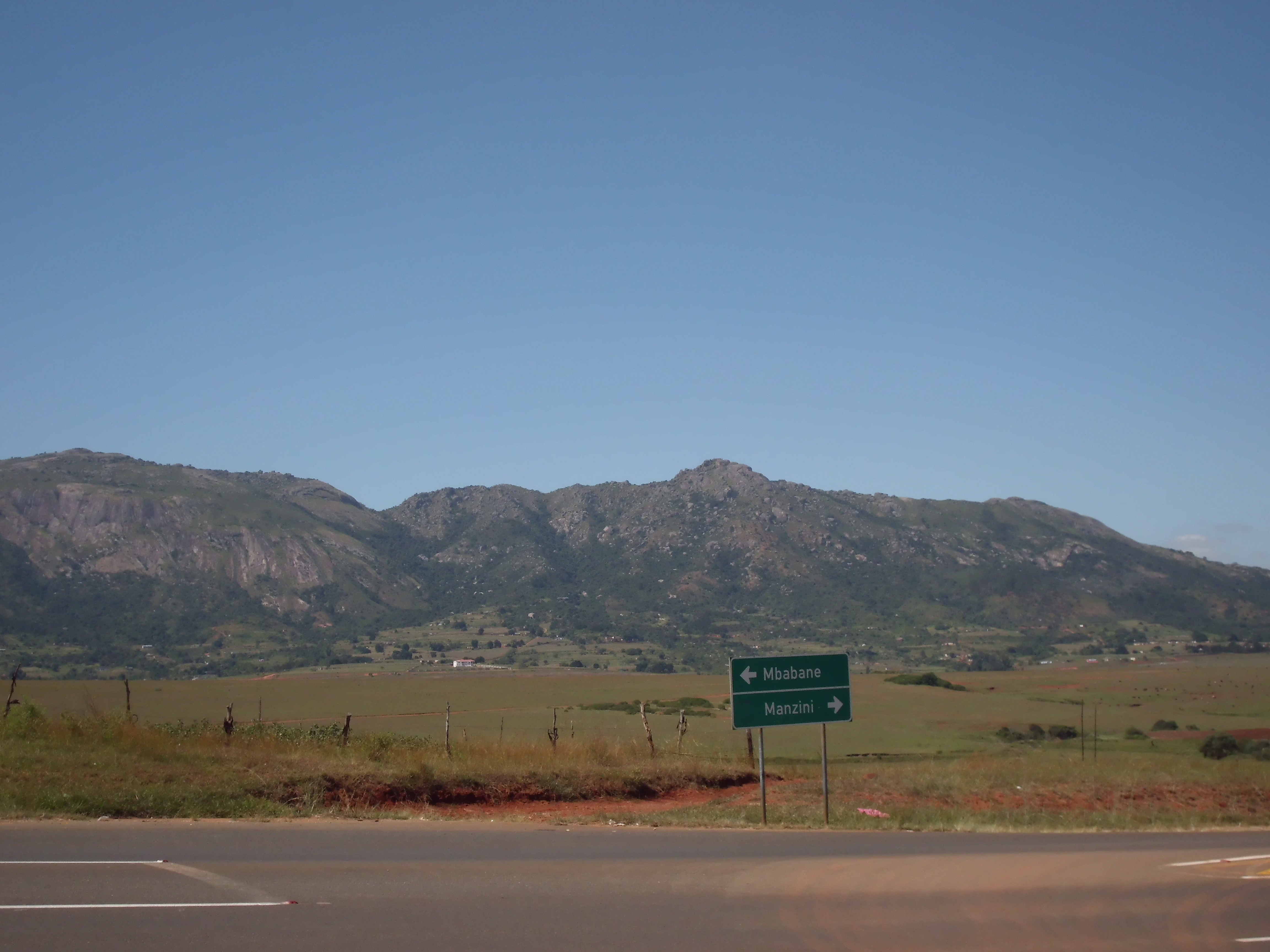
Znak na drodze między Mbabane (stolicą) i Manzini (największym miastem) – głównymi ośrodkami przemysłowymi